# Гербы членов Российского императорского дома

## Гербы членов семьиРомановых
| Титул | Гербы                                 | Гербы   |
| Титул | Большой                               | Малый   |
| Мужчины | Мужчины                               | Мужчины |
| --- | ------------------------------------- | ------- |
| Его Императорское Величество, Государь Император Всероссийский                                                                                |                                       |         |
| Общий герб |                                       |         |
| Его Императорское Высочество, Великий Князь и Наследник Цесаревич                                                                             |                                       |         |
| Общий герб |                                       |         |
| Его Императорское Высочество, старший сын Великого Князя Наследника Цесаревича                                                                |                                       |         |
| Общий герб |                                       |         |
| Их Императорские Высочества, Великие Князья, младшие сыновья Императора Всероссийского                                                        | -                                     |         |
| Их Императорские Высочества, Великие Князья, младшие сыновья Императора Всероссийского                                                        | Общий герб                            |         |
| Их Императорские Высочества, Великие Князья, младшие сыновья Императора Всероссийского                                                        | -                                     |         |
| Их Императорские Высочества, Великие Князья, младшие сыновья Императора Всероссийского                                                        | личный герб для Стрельнинского дворца |         |
| Их Императорские Высочества, Великие Князья, младшие сыновья Императора Всероссийского                                                        | Константин Николаевич                 |         |
| Их Императорские Высочества, Великие Князья, младшие сыновья Императора Всероссийского                                                        | -                                     |         |
| Их Императорские Высочества, Великие Князья, младшие сыновья Императора Всероссийского                                                        | Михаил Николаевич                     |         |
| Их Императорские Высочества, Великие Князья, младшие сыновья Императора Всероссийского                                                        | -                                     |         |
| Их Императорские Высочества, Великие Князья, младшие сыновья Императора Всероссийского                                                        | личный герб для Знаменского дворца    |         |
| Их Императорские Высочества, Великие Князья, младшие сыновья Императора Всероссийского                                                        | Николай Николаевич Старший            |         |
| Их Императорские Высочества, Великие Князья, внуки Императора Всероссийского (детей младших сыновей)                                          |                                       |         |
| Общий герб |                                       |         |
| Их Высочества Князья Крови Императорской, правнуки Императора Всероссийского                                                                  |                                       |         |
| Общий герб |                                       |         |
| Их Высочества Князья Крови Императорской, праправнуки Императора Всероссийского                                                               |                                       |         |
| Общий герб |                                       |         |
| Их Высочества, Князья Крови Императорской, сыновья праправнуков Императора Всероссийского                                                     |                                       |         |
| Общий герб |                                       |         |
| Их Императорские Высочества, Их Высочества и Их Светлости, князья Романовские и герцоги Лейхтенбергские                                       |                                       |         |
| Общий герб |                                       |         |
| |                                       |         |
| Максимилиан Лейхтенбергский |                                       |         |
| Их Императорские Высочества, принцы Ольденбургские и князья Романовские                                                                       |                                       |         |
| Общий герб |                                       |         |
| Женщины |                                       |         |
| Их Императорские Величества, Императрицы (жены Императоров Всероссийских)                                                                     | -                                     | -       |
| Их Императорские Величества, Императрицы (жены Императоров Всероссийских)                                                                     | Общий герб                            |         |
| Их Императорские Величества, Императрицы (жены Императоров Всероссийских)                                                                     | -                                     |         |
| Их Императорские Величества, Императрицы (жены Императоров Всероссийских)                                                                     | Александра Фёдоровна                  |         |
| Их Императорские Величества, Императрицы (жены Императоров Всероссийских)                                                                     | -                                     |         |
| Их Императорские Величества, Императрицы (жены Императоров Всероссийских)                                                                     | Мария Александровна                   |         |
| Их Императорские Величества, Императрицы (жены Императоров Всероссийских)                                                                     | -                                     |         |
| Их Императорские Величества, Императрицы (жены Императоров Всероссийских)                                                                     | Мария Федоровна                       |         |
| Их Императорские Величества, Императрицы (жены Императоров Всероссийских)                                                                     | -                                     |         |
| Их Императорские Величества, Императрицы (жены Императоров Всероссийских)                                                                     | Александра Фёдоровна                  |         |
| Их Императорские Высочества Великие княгини, Их Высочества и Их Светлости княгини Крови Императорской (супруги членов Императорской династии) | -                                     | -       |
| Их Императорские Высочества Великие княгини, Их Высочества и Их Светлости княгини Крови Императорской (супруги членов Императорской династии) | Общий герб                            |         |
| Их Императорские Высочества Великие княгини, Их Высочества и Их Светлости княгини Крови Императорской (супруги членов Императорской династии) |                                       |         |
| Их Императорские Высочества Великие княгини, Их Высочества и Их Светлости княгини Крови Императорской (супруги членов Императорской династии) | Мария Николаевна                      |         |
| Их Императорские Высочества Великие княгини, Их Высочества и Их Светлости княгини Крови Императорской (супруги членов Императорской династии) | -                                     |         |
| Их Императорские Высочества Великие княгини, Их Высочества и Их Светлости княгини Крови Императорской (супруги членов Императорской династии) | Елена Павловна                        |         |
| Их Императорские Высочества Великие княгини, дочерей императора России                                                                        | -                                     |         |
| Их Императорские Высочества Великие княгини, дочерей императора России                                                                        | Общий герб                            |         |
| Их Императорские Высочества, Великие Княжны, внучки Императора России (по мужской линии)                                                      |                                       |         |
| Общий герб |                                       |         |
| Их Высочества, Княжны Крови Императорской, правнучки Императора России (по мужской линии)                                                     |                                       |         |
| Общий герб |                                       |         |
| Их Высочества, Княжны Крови Императорской, праправнучки Императора России (по мужской линии)                                                  |                                       |         |
| Общий герб |                                       |         |
| Их Высочества, Княжны Крови Императорской, дочери праправнуков Императора России (по мужской линии)                                           |                                       |         |
| Общий герб |                                       |         |
| Их Императорские Высочества, Их Высочества и Их Светлости, Княжны Романовские и герцогини Лейхтенбергские                                     |                                       |         |
| Общий герб |                                       |         |

## Гербы членов рода Романовых как кавалеров разных орденов
| Орден                         | Герб                                                       | Кавалер                            |
| ----------------------------- | ---------------------------------------------------------- | ---------------------------------- |
| Орден Золотого руна           |                                                            | Александр I                        |
| Орден Золотого руна           | Николай I                                                  |                                    |
| Орден Золотого руна           | Александр II                                               |                                    |
| Орден Золотого руна           | Александр III                                              |                                    |
| Орден Золотого руна           | Цесаревич Николай Александрович (Николай II)               |                                    |
| Орден Золотого руна           | Николай II                                                 |                                    |
| Орден Золотого руна           | Великий князь Владимир Александрович                       |                                    |
| Орден Золотого руна           | Великий князь Михаил Александрович                         |                                    |
| Орден Серафимов               |                                                            | Николай II                         |
| Благороднейший орден Подвязки | Благороднейший орден Подвязки (кавалеров из Дома Романовых | Александр I                        |
| Благороднейший орден Подвязки | Благороднейший орден Подвязки (кавалеров из Дома Романовых | Александр II                       |
| Благороднейший орден Подвязки | Благороднейший орден Подвязки (кавалеров из Дома Романовых | Александр III                      |
| Благороднейший орден Подвязки | Благороднейший орден Подвязки (кавалеров из Дома Романовых | Николай II                         |
| Благороднейший орден Подвязки | Благороднейший орден Подвязки (кавалеров из Дома Романовых | Великий князь Михаил Александрович |
| Орден королевы Марии Луизы    |                                                            | Императрица Мария Фёдоровна        |
| Орден королевы Марии Луизы    | Императрица Елизавета Алексеевна                           |                                    |
| Орден королевы Марии Луизы    | Императрица Александра Фёдоровна                           |                                    |
| Орден королевы Марии Луизы    | Императрица Мария Александровна                            |                                    |
| Орден королевы Марии Луизы    | Императрица Мария Федоровна                                |                                    |
| Орден королевы Марии Луизы    | Императрица Александра Фёдоровна                           |                                    |
| Орден королевы Марии Луизы    | Великая княгиня Виктория Фёдоровна                         |                                    |
| Орден королевы Марии Луизы    | Великая княгиня Мария Павловна                             |                                    |
| Орден королевы Марии Луизы    | Анна Павловна, королева-консорт Нидерландов                |                                    |
| Орден королевы Марии Луизы    | Ольга Константиновна, королева-консорт Греции              |                                    |

## Штандарты Императорской семьи
| Титул                          | Дворцовый штандарт | Судовой штандарт | Брейд-вымпел |
| ------------------------------ | ------------------ | ---------------- | ------------ |
| Государь Император             | 1730-1858          | 1858-1917        |              |
| Государь Император             | 1858-1917          | 1858-1917        |              |
| Государыня Императрица         | 1848-1870          | 1848-1870        |              |
| Государыня Императрица         | 1870-1917          |                  |              |
| Наследник Цесаревич            | 1870-1917          | 1870-1917        |              |
| Цесаревна (супруга Цесаревича) | 1870-1917          | 1870-1917        |              |
| Генерал-Адмирал царской крови  | 1870-1917          | 1870-1917        |              |
| Великий князь                  | 1850-1917          | 1850-1917        |              |
| Великая княжна/Великая княгиня | 1850-1917          | 1850-1917        |              |